# Bruhathkayosaurus
Bruhathkayosaurus é um gênero controverso de dinossauro saurópode, cujo fóssil foi encontrado em 1987 por Yadagiri & Ayyasami, foi um dos maiores dinossauros já encontrados, disputando o título de maior dinossauro com Amphicoelias, Sauroposeidon, argentinossauro, diplodoco e puertassauro, até então tido como os maiores.
O Bruhathkayosaurus foi um dos maiores animais que já viveram sobre a terra, alçando 28-34 metros de comprimento, e 139 toneladas. A tíbia do Bruhathkayosaurus tinha 2 metros de comprimento, sendo 29% maior que o do argentinossauro. Através dessa e outras comparações acredita-se que o Bruhathkayosaurus podia atingir mais de 175 a 220 toneladas, fato este ainda não comprovado, porém tido como incorreto pelo próprio autor da estimativa inicial. Apesar do tamanho, o Bruhathkayosaurus não era o mais comprido, sendo ligeiramente menor que o argentinossauro, que atingia 35 metros ou possivelmente mais.

## Descoberta
O holótipo do Bruhathkayosaurus, GSI PAL/SR/20, foi descoberto por volta de 1978 perto da ponta sul da Índia, especificamente no distrito de Tiruchirappalli em Tamil Nadu, a nordeste da vila de Kallamedu. Foi recuperado de rochas da Formação Kallamedu, datadas do estágio Maastrichtiano do Cretáceo Superior, cerca de 70 milhões de anos atrás. Os restos fossilizados incluem ossos do quadril (o ílio e o ísquio), ossos parciais da perna (fêmur e tíbia), um antebraço (rádio) e um osso da cauda (parte de uma vértebra, especificamente um centro caudal platicoeloso). Os restos mortais foram originalmente classificados como pertencentes a um terópode carnosauriano por Yadagiri e Ayyasami em 1987 (não em 1989, como indicam algumas fontes). O nome genérico escolhido, "Bruhathkayosaurus", é derivado de uma combinação da palavra sânscrita Bruhathkaya (bṛhat बृहत्, 'enorme, pesado' e kāya, काय 'corpo'), e o grego sauros (lagarto). O epíteto específico, "matleyi", homenageia o paleontólogo britânico Charles Alfred Matley, que descobriu muitos fósseis na Índia.
A estação das monções, combinada com as areias e argilas da Formação Kallamedu, cria fósseis saturados de água que são muito friáveis. Durante a estação seca, a expansão durante o dia e a contração durante a noite podem causar a separação dos fósseis. Isso resulta em ossos mal preservados que podem ser impossíveis de extrair sem danos. Em 2017, Galton e Ayyasami relataram que os fósseis de Bruhathkayosaurus começaram a se desintegrar dentro de suas jaquetas antes de chegar ao Serviço Geológico da Índia (GSI) e não existem mais.

## Descrição

### Estimativas de tamanho
De acordo com a descrição publicada, o osso da canela (tíbia) do Bruhathkayosaurus tinha 2 m de comprimento. Isso é 29% maior que a tíbia do Argentinossauro, que tem apenas 1,55 m de comprimento. O fêmur fragmentado era igualmente grande; na extremidade distal, media 75 cm, 33% maior que o fêmur do Antarctosaurus giganteus, que mede 56 cm. O ílio media 1,2 m de comprimento.
Nenhuma estimativa do tamanho total do corpo do Bruhathkayosaurus foi publicada, mas paleontólogos e pesquisadores publicaram estimativas provisórias na Internet. Em uma postagem de junho de 2001, Mickey Mortimer estimou que o Bruhathkayosaurus poderia ter atingido 44,1 m de comprimento e poderia pesar 175–220 t, mas em postagens posteriores retraiu essas estimativas, reduzindo a estimativa comprimento para 28–47 m com base em titanossauros mais completos (Saltasaurus, Opisthocoelicaudia e Rapetosaurus), e se recusou a fornecer uma nova estimativa de peso, descrevendo as estimativas de peso mais antigas como imprecisas. Em um artigo de maio de 2008 para o weblog Sauropod Vertebra Picture of the Week, o paleontólogo Matt Wedel usou uma comparação com o Argentinossauro e calculou o peso do Bruhathkayosaurus em até 126 toneladas. Em 2019, Gregory S. Paul sugeriu que a suposta tíbia era provavelmente um fêmur degradado, caso em que seu comprimento era ligeiramente maior que o do Dreadnoughtus (1,91 metros) e do Futalognkosaurus (1,98 metros). Seu ílio é semelhante em comprimento ao do Dreadnoughtus, enquanto a largura do fêmur distal parece exceder ligeiramente a do Patagotitan. Paul estimou sua massa em cerca de 30–55 t, muito abaixo de qualquer estimativa anterior. Em 2020, Molina-Perez e Larramendi sugeriram que a tíbia de 2 m de comprimento é provavelmente uma fíbula e estimaram o tamanho do animal em 37 m e 95 toneladas métricas.

## Classificação
Bruhathkayosaurus foi originalmente classificado como um carnossauro (como Allosaurus), de posição incerta (incertae sedis). No entanto, Chatterjee (1995) reexaminou os restos mortais e demonstrou que o Bruhathkayosaurus é na verdade um titanossauro saurópode. Alguns estudos posteriores listaram o Bruhathkayosaurus como um saurópode indeterminado ou como um nomen dubium.
A publicação original descrevia pouco em termos de características diagnósticas e era apoiada apenas por alguns desenhos e fotografias dos fósseis enquanto jaziam no solo. Isso levou a especulações on-line de pesquisadores de que os ossos poderiam na verdade ser madeira petrificada, semelhante à maneira como os descobridores originais de Sauroposeidon inicialmente acreditavam que sua descoberta eram troncos de árvores fossilizados. No entanto, uma revisão de 2022 por Pal e Ayyasami sugeriu que o esqueleto era real e que o gênero provavelmente é válido. Fotografias adicionais inéditas foram fornecidas do osso da tíbia no local da escavação e em uma jaqueta de gesso. Pal e Ayyasami também reforçaram a posição do táxon dentro de Titanosauria. Mas um estudo mais detalhado feito em 2024 mostrou que o fóssil na verdade pertence a um Abelissaurídeo ou um Carcharodontossaurídeo, que mediu no máximo, aproximadamente 9 metros (30 pés) de comprimento.